# Valget og folkeafstemning i Tyskland 1938
Valg og folkeafstemning blev afholdt i Tyskland (inklusiv det nyligt indlemmede Østrig) den 10. april 1938.  Det var det sidste valg til Rigsdagen under det nazistiske styre og havde form af enkeltspørgsmåls folkeafstemning. Vedet valget havde vælgerne kunne mulighed for at stemme på enkelte lister over nazister og pro-nazistiske "gæste" kandidater. Til Reichstags valgtes 813 medlemmer. Samtidig blev nylige indlemmelse af Østrig (Anschluss) officielt godkendt ved valget. Valgdeltagelsen var officielt på 99,5%, med 98,9% stemmer for "ja". I Østrig hævdede officielle tal at valgdeltagelse lå på 99,73%, med 99,71% stemmer for ja.
Valget blev i høj grad afholdt for at samle offentlig støtte fra den nye Ostmark-provins (det kort forinden annekterede Østrig), yderligere valg om 41 pladser blev afholdt i det da nyligt indlemmede Sudeterlandet den 4. december samme år. NSDAP kandidater og "gæster" modtog officielt 97,32% af stemmerne.
Den nye Reichstag blev indkaldt for første gang den 30. januar 1939, her skulle vælges en præsidiumleder for den siddende præsident for Rigsdagen Hermann Göring. Rigsdagen indkaldes derefter kun syv gange, den sidste gang var den 26. juli 1942. Den 25. januar 1943 valgte Hitler at udskyde nyvalg til efter krigen eller efter endnu en valgperiode, det efterfølgende valg var derfor sat til den 30. januar 1947.

## Resultater

### Tyskland
| Parti                                                                      | Stemmer    | %     | Mandater |
| -------------------------------------------------------------------------- | ---------- | ----- | -------- |
| Nationalsozialistische Deutsche Arbeiterpartei (inkluderet blanke stemmer) | 44.451.092 | 99.01 | 813      |
| Imod                                                                       | 443.023    | 0.91  | –        |
| Ugyldige                                                                   | 69.890     | 0.08  | –        |
| Total                                                                      | 44,964,005 | 100   | 813      |
| Registrerede stemmer/valgdeltagelse                                        | 45.149.952 | 99,59 | –        |
| Kilde: Direct Democracy                                                    |            |       |          |

### Østrig
| Valg                                | Stemmer   | %     |
| ----------------------------------- | --------- | ----- |
| For                                 | 4.453.912 | 99.73 |
| Imod                                | 11.929    | 0.27  |
| Ugyldige/blanke stemmer             | 5.777     | –     |
| Total                               | 4.471.618 | 100   |
| Registrerede stemmer/valgdeltagelse | 4.484.617 | 99,71 |
| Kilde: Direct Democracy             |           |       |

### Sudetenland
| Parti                                          | Stemmer   | %     | Mandater |
| ---------------------------------------------- | --------- | ----- | -------- |
| Nationalsozialistische Deutsche Arbeiterpartei | 2.464.681 | 98.68 | 41       |
| Imod                                           | 32.923    | 1.32  | –        |
| Ugyldige/blanke stemmer                        | 32.923    | 1.32  | –        |
| Total                                          | 2.497.604 | 100   | 41       |
| Registrerede stemmer/valgdeltagelse            | 2.532.863 | 98.90 | –        |
| Kilde: Nohlen & Stöver                         |           |       |          |